# Grand bleu de Gascogne
Pour les articles homonymes, voir Bleu de Gascogne.
Le grand bleu de Gascogne est une race de chien, originaire de Gascogne. C'est un chien courant de grande taille, de type français à la robe bleue. Il est particulièrement utilisé pour la chasse à tir ou à courre du grand gibier.

## Historique
Le bleu de Gascogne est une race ancienne issue de croisement entre le chien de Saint-Hubert et d'autres races de chiens courants. Au XIVe siècle, Les premiers chiens typés bleus de Gascogne sont décrits dans le Livre de Chasse de Gaston Fébus pour chasser le loup, l’ours ou le sanglier. Très répandu dans le midi et le sud-ouest de la France, notamment en Gascogne, le grand bleu de Gascogne est à l’origine de toutes les races de chiens courants du Midi.
Il existe quatre races de bleu de Gascogne : le petit bleu de Gascogne, le basset bleu de Gascogne et le griffon bleu de Gascogne. Le grand bleu de Gascogne est l'une des plus répandues
Cette race est également un ancêtre important du Bluetick Coonhound, une race de chien du Sud profond des États-Unis; le Marquis de Lafayette a donné à George Washington plusieurs de ces chiens de Gascogne en août 1785. D'autres Français ont fui la Révolution Française 20 ans plus tard et en ont apporté davantage en Louisiane. C'est pourquoi la race américaine présente une ressemblance remarquable avec son parent, à l'exception de sa taille morphologique et d'un caractère plus actif.

## Standard
Le grand bleu de Gascogne est un chien courant de grande taille, de type français pour la forme de la tête, la robe et l’expression. La queue plutôt grosse atteint la pointe du jarret et est portée en lame de sabre. La tête est dotée d'un crâne légèrement bombé et pas trop large avec une protubérance occipitale marquée et un stop peu accentué. De forme ovale, les yeux sont de couleur brune. D'attache étroite, les oreilles fines et papillotées se terminent en pointe et dépassent l’extrémité de la truffe.
Le poil est court et assez gros. La robe est entièrement mouchetée noir et blanc, donnant un reflet bleu ardoisé. Elle peut être marquée de taches noires plus ou moins étendues. Deux taches noires sont généralement placées de chaque côté de la tête, couvrant les oreilles, enveloppant les yeux et s’arrêtant aux joues. Deux marques feu sont placées au-dessus de l’arcade sourcilière, aux joues, aux babines, à la face interne de l’oreille, aux membres et sous la queue.

## Caractère
Le grand chien de Gascogne est une race décrite comme calme dans le standard FCI. C'est un chien doux, docile, même avec les enfants. Obéissant et attaché à leur maître, la race est tolérante avec les autres chiens.

## Utilité
Le grand bleu de Gascogne est utilisé pour la chasse à tir ou à courre du grand gibier, mais aussi du lièvre, généralement en meute ou individuellement. Il est doté d'un nez très fin et d'une voix de hurleur aux tons graves. Il apprécie d'instinct la vie en meute.